# Eccellenza Molise 2018-2019
Il campionato italiano di calcio di Eccellenza regionale 2018-2019 è stato il ventisettesimo organizzato in Italia. Rappresenta il quinto livello del calcio italiano. Questo è il girone organizzato dal comitato regionale della regione Molise.

## Stagione

### Novità
Dal campionato di Eccellenza Molise 2017-2018 era stato promosso in Serie D l'Isernia, mentre lo Spinete, il Vulcania e il Campobasso 1919 erano stati retrocessi nel campionato di Promozione Molise. Dal campionato di Promozione Molise 2017-2018 erano stati promossi in Eccellenza l'F.W.P. Matese, primo classificato, il Pietramontecorvino, secondo classificato, e il Roseto, vincitore dei play-off promozione.
A completamento dell'organico è stato ammessa al campionato di Eccellenza l'U.S. Roccasicura, perdente i play-off promozione nel campionato di Promozione. L'A.S.D. Campodipietra Calcio si è fuso con l'U.S.D. Acli Calcio Campobasso, dando vita all'A.S.D.Pol. Acli CB & Campodipietra.

### Formula
Le 16 squadre partecipanti disputano un girone all'italiana con partite di andata e ritorno per un totale di 30 giornate. La prima classificata viene promossa in Serie D. Le squadre classificate dal secondo al quinto posto sono ammesse ai play-off per decretare quale squadra partecipa agli spareggi nazionali per la promozione in Serie D. L'ultima classificata viene retrocessa direttamente nel campionato di Promozione. Le squadre classificate dal dodicesimo al quindicesimo posto sono ammesse ai play-out per decretare due retrocessioni in Promozione.

## Squadre partecipanti
| Club                               | Città (provincia)       | Stadio o campo sportivo              | Stagione precedente      |
| ---------------------------------- | ----------------------- | ------------------------------------ | ------------------------ |
| A.S.D. Alliphae                    | Alife (CE)              | Stadio Marco Spinelli                | 13º in Eccellenza Molise |
| U.S.D. Bojano                      | Bojano (CB)             | Stadio Adriano Colalillo             | 10º in Eccellenza Molise |
| A.S.D.Pol. Acli CB & Campodipietra | Campodipietra (CB)      | Antistadio Selva Piana (Campobasso)  | 10º in Eccellenza Molise |
| A.S.D. Città di Termoli            | Termoli (CB)            | Stadio Gino Cannarsa                 | 6º in Eccellenza Molise  |
| A.S.D. Frentania                   | Serracapriola (FG)      | Campo comunale                       | 9º in Eccellenza Molise  |
| A.S.D. F.W.P. Matese               | Piedimonte Matese (CE)  | Stadio Pasqualino Ferrante           | 1º in Promozione Molise  |
| A.S.D. Pol. Gambatesa              | Gambatesa (CB)          | Stadio del Toppo                     | 12º in Eccellenza Molise |
| A.C.D. Olimpia Riccia              | Riccia (CB)             | Stadio Santa Cristina                | 8º in Eccellenza Molise  |
| A.S.D. Pietramontecorvino          | Pietramontecorvino (FG) | Stadio comunale                      | 2º in Promozione Molise  |
| A.S.D. Real Guglionesi             | Guglionesi (CB)         | Campo comunale                       | 3º in Eccellenza Molise  |
| U.S. Roccasicura                   | Roccasicura (IS)        | Stadio F. Di Placito                 | 4º in Promozione Molise  |
| A.S.D. Roseto                      | Roseto Valfortore (FG)  | Stadio S. Rocco                      | 4º in Promozione Molise  |
| A.S.D. Sesto Campano Calcio        | Sesto Campano (IS)      | Campo comunale                       | 7º in Eccellenza Molise  |
| A.S.D. Tre Pini Matese             | Piedimonte Matese (CE)  | Stadio Pasqualino Ferrante           | 5º in Eccellenza Molise  |
| A.S.D. Pol. Vastogirardi           | Vastogirardi (IS)       | Stadio Filippo Di Tella              | 2º in Eccellenza Molise  |
| U.S. Venafro A.S.D.                | Venafro (IS)            | Stadio Marchese Alessandro del Prete | 4º in Eccellenza Molise  |

## Classifica finale
|  | Pos. | Squadra            | Pt | G  | V  | N | P  | GF  | GS  | DR   |
|  | ---- | ------------------ | -- | -- | -- | - | -- | --- | --- | ---- |
|  | 1.   | Vastogirardi       | 84 | 30 | 27 | 3 | 0  | 110 | 17  | +93  |
|  | 2.   | Roseto             | 61 | 30 | 19 | 4 | 7  | 59  | 24  | +35  |
|  | 3.   | Bojano             | 58 | 30 | 17 | 7 | 6  | 64  | 28  | +36  |
|  | 4.   | Sesto Campano      | 58 | 30 | 18 | 4 | 8  | 47  | 28  | +19  |
|  | 5.   | Venafro            | 54 | 30 | 16 | 6 | 8  | 73  | 39  | +34  |
|  | 6.   | Roccasicura        | 50 | 30 | 15 | 5 | 10 | 48  | 32  | +16  |
|  | 7.   | Tre Pini Matese    | 45 | 30 | 13 | 6 | 11 | 53  | 44  | +9   |
|  | 8.   | Real Guglionesi    | 44 | 30 | 14 | 2 | 14 | 55  | 50  | +5   |
|  | 9.   | Campodipietra      | 43 | 30 | 13 | 4 | 13 | 60  | 51  | +9   |
|  | 10.  | Termoli (-4)       | 39 | 30 | 13 | 4 | 13 | 58  | 55  | +3   |
|  | 11.  | Pietramontecorvino | 36 | 30 | 9  | 9 | 12 | 44  | 48  | -4   |
|  | 12.  | Frentania          | 31 | 30 | 8  | 7 | 15 | 40  | 63  | -23  |
|  | 13.  | Olimpia Riccia     | 26 | 30 | 6  | 8 | 16 | 40  | 67  | -27  |
|  | 14.  | Gambatesa          | 25 | 30 | 7  | 4 | 19 | 35  | 70  | -35  |
|  | 15.  | F.W.P. Matese      | 21 | 30 | 4  | 9 | 17 | 36  | 78  | -42  |
|  | 16.  | Alliphae (-1)      | -1 | 30 | 0  | 0 | 30 | 15  | 143 | -128 |

Legenda:
      Promossa in Serie D 2019-2020
      Ammessa ai play-off nazionali
 Ammessa ai play-off o ai play-out
      Retrocessa in Promozione 2019-2020
Note:
Tre punti a vittoria, uno a pareggio, zero a sconfitta.
Il Città di Termoli ha scontato 4 punti di penalizzazione.
L'Alliphae ha scontato 1 punto di penalizzazione.

## Spareggi

### Play-off

#### Semifinale
|        | Risultati |               | 8 maggio 2019 ore 15:00 |
| ------ | --------- | ------------- | ----------------------- |
| Roseto | 2 - 0     | Venafro       | Roseto Valfortore,      |
| Bojano | 0 - 1     | Sesto Campano | Bojano,                 |
|        |           |               |                         |

#### Finale
|        | Risultati |               | Luogo e data                      |
| ------ | --------- | ------------- | --------------------------------- |
| Roseto | 3 - 1     | Sesto Campano | Roseto Valfortore, 12 maggio 2019 |
|        |           |               |                                   |

### Play-out
|                | Risultati |           | Luogo e data           |
| -------------- | --------- | --------- | ---------------------- |
| Olimpia Riccia | 0 - 1     | Gambatesa | Riccia, 12 maggio 2019 |
|                |           |           |                        |